# The Road to Wigan Pier
The Road to Wigan Pier (O Caminho para Wigan Pier (título em Portugal) ou A Caminho de Wigan (título no Brasil)), foi um livro escrito por George Orwell e publicado em 1937.
The Road to Wigan Pier divide-se em em duas partes, um travelogue que descreve a jornada de Orwell por três cidades nortenhas, e uma parte, muito mais contida, sobre o coração e mente. Foi declarado, pelo seu autor, um “livro político”, uma mistura de reportagem e comentário político com uma rasgo de autobiografia.